# Karkliny (gmina)
Karkliny – dawna gmina wiejska istniejąca na przełomie XIX i XX wieku w guberni suwalskiej. Siedzibą władz gminy były Karkliny, a następnie Kieturwłoki.
Za Królestwa Polskiego gmina Karkliny należała do powiatu wyłkowyskiego w guberni suwalskiej. 
Po odzyskaniu niepodległości przez Polskę i Litwę powiat wyłkowyski na podstawie umowy suwalskiej wszedł 10 października 1920 w skład Litwy.